# Leptopelis oryi
Espèce
Statut de conservation UICN

 LC  : Préoccupation mineure
Leptopelis oryi est une espèce d'amphibiens de la famille des Arthroleptidae.

## Répartition
Cette espèce se rencontre dans le nord-est du Congo-Kinshasa et dans le nord-ouest de l'Ouganda.
Sa présence est incertaine au Soudan du Sud.

## Description
Les mâles mesurent de 29 à 43 mm et les femelles de 42 à 58 mm.

## Étymologie
Cette espèce est nommée en l'honneur d'Albert Ory.

## Publication originale
- Inger, 1968 : Amphibia. Exploration du Parc National de la Garamba, Mission H. de Saeger, Bruxelles, vol. 52, p. 1-190.